# Bill Thompson
Bill Thompson, właściwie William H. Thompson (ur. 8 lipca 1913 w Terre Haute, zm. 15 lipca 1971) – amerykański aktor filmowy, głosowy i radiowy.

## Filmografia (głosy)

### Seriale
- 1940: Tom i Jerry jako Droopy
- 1954: Disneyland jako Biały Królik / Dodo
- 1962: The New Hanna-Barbera Cartoon Series jako Żółw Touche

### Filmy
- 1942: Blitz Wolf jako Adolf Wolf
- 1953: Przygody z muzyką jako Sowa
- 1958: Robin Hood jako Mały John
- 1970: Aryskotraci jako Wujek Waldo

### Aktor
- 1941: Look Who's Laughing jako Weteran
- 1951: The Walt Disney Christmas Show jako Willoughby
- 1954: Kanionada jako J. Audubon Woodlore, strażnik leśny (głos)

## Wyróżnienia
Posiada swoją gwiazdę na Hollywoodzkiej Alei Gwiazd.